# Pachyrhamma fusca
Pachyrhamma fusca är en insektsart som beskrevs av Richards, A.M. 1959. Pachyrhamma fusca ingår i släktet Pachyrhamma och familjen grottvårtbitare. Inga underarter finns listade i Catalogue of Life.